# 八音
八音（はちおん）とは、特に儒教音楽で使われる、八種類の楽器を表す語。
古代中国では、楽器は金、石、糸、竹、匏、土、革、木（きん、せき、し、ちく、ほう、ど、かく、ぼく）の八種類の素材からつくられると考えられ、区分されていた。楽器の総称を表す「金石糸竹」という四字熟語はこれに由来する。
なお、これとは別に『五楽』があり、木（春）―琴、火（夏）―笙、土（季夏）―塤、金（秋）―鐘、水（冬）―磬、に分けられる。

## 分類
「発音原理」を楽器分類の重要な基準と考えたインドと違い、中国では、楽器区分は、「楽器の素材」によった。
ちなみに西洋音楽では管楽器を木管楽器、金管楽器に分けるが、これは素材によった分類からきており（ただし現在では発音原理による分類）、八音と類似点がある。正倉院に保存されている種々の楽器はこの分類によって分けられていると考えられている。
また、朝鮮半島に伝わる、孔子廟の祭祀楽は八音すべてを含むような楽器編成になっている。日本の雅楽でも同様の分類が行われた。

## 一覧
- 金 - 金属で作った楽器。青銅を使った編鐘（へんしょう）、鉄板を使った方響（ほうきょう）、銅鑼（どら）、鈴など。
- 石 - 石で作った楽器。編磬（へんけい）、特磬など。中国語で「玉音」とも呼ばれる[1]。
- 糸 - 絹の糸を張った楽器。琴（きん）、箏（そう）、瑟（しつ）、琵琶（びわ）、阮咸（げんかん）、箜篌（くご）などの弦楽器。
- 竹 - 竹から作られた楽器。簫（しょう、排簫、洞簫）、篪（ち）、笛などの管楽器。ただし同じ笛の仲間でもオカリナの類は土に入り、笙は匏に入る。
- 匏 - ふくべ。ヒョウタン・ユウガオなどを素材として作った楽器。笙（しょう）、竽（う）など。
- 土 - 土を焼いて作った陶製の楽器。塤（けん、しゅん）という土笛など。
- 革 - （牛の）革を張った鼓（晋鼓、建鼓、應鼓、鼖鼓、搏拊[1]）などの楽器。
- 木 - 木製の楽器。柷（しゅく）、敔（ぎょ）、拍板など。

これを発音原理で分類してみると、金・石・革・木は打楽器（このうち革は膜鳴楽器で残りは体鳴楽器）、糸は弦楽器、竹・匏・土は管楽器（明確に金管楽器に該当するものはない）に概ね該当する。